# Madame Favart
Personnages
- Justine Favart, actrice, (mezzo-soprano)
- Charles-Simon Favart, son mari (baryton)
- Hector de Boispréau, greffier (ténor)
- Le Major Cotignac (basse)
- Suzanne, sa fille (soprano)
- Le marquis de Pontsablé (ténor)
- Biscotin, aubergiste, (basse)
- Le sergent Larose (ténor)
- Voyageurs, hôtes, officiers er soldats, fifres et cantinières, cuisiniers, serveurs, l’équipe de La Chercheuse d’esprit.

Madame Favart est un opéra-comique en trois actes de Jacques Offenbach, livret d’Alfred Duru et Henri Chivot, créé aux Folies-Dramatiques le 28 décembre 1878, avec Juliette Simon-Girard dans le rôle-titre et Simon-Max dans celui d’Hector de Boispréau.

## Argument
L’intrigue, imaginaire, repose sur la vie réelle de la célèbre actrice Justine Favart et de son mari, l'auteur-directeur Charles-Simon Favart. Le maréchal de Saxe, également présent dans l’opéra Adriana Lecouvreur, est fréquemment mentionné comme admirateur de l’actrice, mais n'apparaît pas dans la pièce.
Hector, un greffier, aime Suzanne, mais le père de celle-ci, le major Cotignac, souhaite la voir épouser un cousin. Toutefois, il accepte qu'Hector épouse Suzanne s'il obtient un poste de lieutenant de police. Mme Favart, pour avoir refusé les avances du vieux maréchal de Saxe, a été emprisonnée dans un couvent. Biscotin, un aubergiste, cache Favart, qui a fui pour échapper à l’emprisonnement. Mme Favart réussit à s’échapper du couvent sous un déguisement. Elle vient à l’auberge et rencontre son vieil ami Hector. Lorsqu’il échoue à obtenir sa nomination au poste de lieutenant de police, Mme Favart se rend chez le gouverneur, se faisant passer pour la femme d’Hector, et obtient le poste pour Hector. Hector, Suzanne et les Favart se rendent alors à Douai, où les Favart attendent une occasion de s’échapper en Belgique.
Lors d’une fête organisée par le nouveau lieutenant de police Hector, le gouverneur arrive et flirte avec Mme Favart, pensant qu’elle est la femme d’Hector. Il arrête Suzanne, qu’il prend pour Mme Favart, et l’envoie au camp du maréchal de Saxe. Mme Favart arrive au camp et donne une représentation. Elle reçoit un bouquet du roi avec une note jointe demandant la démission du gouverneur. Favart est nommé directeur de l’Opéra-Comique, et Mme Favart y devient premier sujet.

## Numéros musicaux
Acte 1
- Ouverture
- Trio et couplets (Suzanne, Hector, Cotignac)
- Couplets « Dans une cave obscure » (Favart)
- Chœur et scène (Cotignac, Hector, Mme Favart)
- Couplets (Mme Favart)
- Couplets « Ma mère aux vignes m’envoyit » (Mme Favart)
- Trio de l'enlèvement (Favart, Hector, Suzanne)
- Finale (Couplets de Suzanne et strette)

Acte 2
- Entracte
- Romance « Suzanne est aujourd’hui ma femme » (Hector)
- Chanson de l’échaudé « Quand du four on le retire (Favart)
- Couplets (Pontsablé)
- Quatuor (Suzanne, Hector, Mme Favart, Favart)
- Menuet et rondeau « Je passe sur mon enfance » (Mme Favart
- Finale

Acte 3
- Entracte
- Romance « Quand il cherche dans sa cervelle » (Favart)
- Chœur et tyrolienne (Mme Favart, Hector)
- Couplets (Suzanne, Hector)
- Air (Mme Favart)
- Chœur et duo (Mme Favart, Favart)
- Finale

## Distribution lors de la création
| Rôle | Type de voix  | Distribution lors de la première, le 28 décembre 1878 (Chef d'orchestre : Jacques Offenbach) |
| --- | ------------- | -------------------------------------------------------------------------------------------- |
| Madame Favart, actrice                                                                                                   | mezzo-soprano | Juliette Simon-Girard                                                                        |
| Charles-Simon Favart, son mari, auteur dramatique                                                                        | baryton       | Lepers                                                                                       |
| Hector de Boispréau | ténor         | Simon-Max                                                                                    |
| Major Cotignac | basse         | François-Louis Luco                                                                          |
| Suzanne, sa fille | soprano       | Conchita Gélabert                                                                            |
| Marquis de Pontsablé | ténor         | Édouard Maugé                                                                                |
| Biscotin, aubergiste | basse         | Jean-Baptiste Octave                                                                         |
| Sergent Larose | ténor         | Jules Speck                                                                                  |
| Voyageurs, invités, officiers et soldats, fifres et cantinières, cuisiniers, serveurs, équipe de La Chercheuse d'esprit. |               |                                                                                              |

## Citations et emprunts
- Jacques Offenbach cite la chanson Elle aime à rire, elle aime à boire, dans l'Ouverture et dans le Chœur du premier acte « Allons, allons, vite à table » (no 4)[1].

- L'acte III se déroule au Camp de Fontenoy. À l'arrière de la scène, on aperçoit une scène de théâtre où est donné La Chercheuse d'Esprit, un opéra-comique composé par Jean-Claude Trial sur un livret de Charles-Simon Favart[2].

## Représentations notables
- Madame Favart enregistré en 1953 par l'ORTF[3]
- Madame Favart à l'Opéra-Comique de Paris, du 20 au 30 juin 2019[4]
- Madame Favart par Oya Kephale au Théâtre Armande Béjart d'Asnières-sur-Seine, du 17 au 25 mai 2024[5]